# 5033 Mistral
5033 Mistral è un asteroide della fascia principale. Scoperto nel 1990, presenta un'orbita caratterizzata da un semiasse maggiore pari a 2,9225781 UA e da un'eccentricità di 0,0487435, inclinata di 2,51067° rispetto all'eclittica.